# Straight Shooter
Straight Shooter es el segundo álbum de estudio de la banda de rock británica Bad Company, publicado en abril de 1975, un mes después del lanzamiento del sencillo "Good Lovin' Gone Bad" y cuatro meses antes del lanzamiento del sencillo "Feel Like Makin' Love". El álbum alcanzó la posición No. 3 en la lista de éxitos UK Albums Chart y en la lista Billboard 200 estadounidense.

## Lista de canciones

### Lado A
1. "Good Lovin' Gone Bad" (3:55)
2. "Feel Like Makin' Love" (5:12)
3. "Weep No More" (3:59)
4. "Shooting Star" (6:16)

### Lado B
1. "Deal With the Preacher" (5:01)
2. "Wild Fire Woman" (4:32)
3. "Anna" (3:41)
4. "Call on Me" (6:03)

## Personal
- Paul Rodgers – voz, teclados
- Mick Ralphs – guitarra, teclados
- Simon Kirke – batería
- Boz Burrell – bajo

## Posicionamiento

### Álbum
| Lista (1975)                              | Posición máxima |
| ----------------------------------------- | --------------- |
| Canadá (RPM)                              | 3               |
| Alemania (GfK)                            | 47              |
| Nueva Zelanda (RIANZ)                     | 13              |
| Noruega (VG-lista)                        | 6               |
| Reino Unido (The Official Charts Company) | 3               |
| EE. UU. Billboard 200                     | 3               |

### Sencillos
| Año  | Sencillo                | Lista   | Posición |
| ---- | ----------------------- | ------- | -------- |
| 1975 | "Good Lovin' Gone Bad"  | Hot 100 | 36       |
| 1975 | "Feel Like Makin' Love" | Hot 100 | 10       |